# IPhone 5s
iPhone 5s – smartfon firmy Apple. Jest następcą iPhone’a 5.
Urządzenie umożliwia odtwarzanie plików mp3 i filmów w formacie MPEG-4 oraz robienie zdjęć aparatem cyfrowym. Piosenki i filmy dodaje się tak samo jak w iPodzie i poprzedniku tego telefonu, przez program iTunes. iPhone umożliwia bezprzewodowe połączenie z Internetem za pomocą Wi-Fi i przeglądanie stron internetowych za pomocą przeglądarki Safari Mobile.
Telefon do kontaktu z siecią komórkową wymaga karty nano-SIM.

## Procesor
iPhone 5s wyposażony jest w dwurdzeniowy procesor taktowany zegarem 1,3 GHz oraz układ graficzny PowerVR G6430.
Jest to pierwszy smartfon, którego procesor działa w architekturze 64-bitowej.
Dodatkowo model ten po raz pierwszy, wyposażony został w koprocesor M7, który zarządza czujnikami ruchu.

## Aparat cyfrowy
iPhone ma wbudowany aparat iSight (Sony Exmor-RS) o rozdzielczości 8 megapikseli, który charakteryzuje się pikselami o rozmiarze 1,5 µm oraz możliwością wykonywania panoram, rozpoznawania twarzy i stabilizacji wideo.
Przednia kamera posiada matrycę o rozmiarze 1,2 megapiksela, nagrywa filmy o rozdzielczości 720p w 30 kl./s i ma funkcję rozpoznawania twarzy.

## Ekran dotykowy
iPhone 5s ma 4-calowy (10 cm) wyświetlacz LCD, podświetlany diodami LED o rozdzielczości 1136 × 640, o gęstości 326 pikseli na cal. Ekran wykorzystuje autorską technologię Retina, która po raz pierwszy pojawiła się w iPhonie 4. Cechuje się bardzo dobrym odwzorowaniem barw oraz ostrością wyświetlanych elementów.
Powiększanie zdjęć oraz stron internetowych jest ustawiane poprzez zastosowanie technologii Multi-Touch, a dokładnie obsługi przez nią tzw. „gestów”, np. w celu powiększenia zdjęcia lub strony internetowej, trzeba użyć dwóch palców (umieścić je na wyświetlaczu, a następnie przeciągnąć po przekątnej, jakby faktycznie coś rozciągając). W przypadku zdjęć podobny efekt daje „double tap” (podwójne stuknięcie w wyświetlacz).

## System operacyjny
W dniu premiery iPhone 5s pracował pod kontrolą systemu operacyjnego iOS w wersji 7. Obecnie dostępny jest z oprogramowaniem w wersji 12, wydanym 17 września 2018. Zapowiedziano możliwość instalacji wersji 12 dostępnej od jesieni 2018.

## Bateria
Telefon jest wyposażony w akumulator litowo-jonowy o pojemności 1560 mAh.

## Pamięć
Użytkownikowi telefonu udostępnia się 16, 32 lub 64 GB przestrzeni dyskowej i nie ma możliwości rozszerzenia pamięci kartami microSD.
Użytkownik może przechować niektóre dane w wirtualnej przestrzeni dyskowej iCloud. W darmowym pakiecie ma do dyspozycji 5 GB.

## Czytnik linii papilarnych
Model 5s jako pierwszy model telefonu od Apple, został wyposażony w czytnik linii papilarnych tzw. Touch ID. Został on zintegrowany z przyciskiem "Home".
Pierwotnie wykorzystanie Touch ID ograniczało się jedynie do funkcji odblokowania telefonu i potwierdzenia zakupu w App Store. Rok później Apple umożliwiło deweloperom wykorzystywanie czytnika linii papilarnych w ich własnych aplikacjach. Funkcja ta szczególnie się przydaje m.in. w aplikacjach bankowych.